# Dorothy Hennessey
Irmã Dorothy Marie Hennessey (Manchester, 24 de março de 1913 — Dubuque, 24 de janeiro de 2008 ) foi uma religiosa franciscana e ativista católica estadunidense que até sua morte aos 94 anos, participou com o padre Roy Bourgeois nas campanhas pelo fechamento da Escola das Américas, organizadas pela organização chamada Observador da Escola das Américas.

## Ativismo
Seu irmão, o reverendo Ron Hennessey foi um missionário na América Latina a partir de 1964 até sua morte, em 1999. Ele escreveu cartas para sua família descrevendo sua vida na Guatemala e em El Salvador. Na década de 1980, em suas cartas contava como índios maias em sua paróquia estavam sendo aterrorizadas e assassinados por esquadrões militares guatemaltecos treinados na Escola das Américas. Ele se tornou amigo do arcebispo Óscar Romero e quando o arcebispo foi assassinado, Padre Ron descreveu de seu funeral na Catedral quando o exército salvadorenho disparava contra o povo participante do funeral.
Irmã Dorothy Marie começou desenvolver uma visão mais crítica das políticas americanas na América Latina e tornou sua posição pública quando se uniu a "Caminhada da Paz em todo os Estados Unidos", para protestar contra o comportamento belicoso dos Estados Unidos na América Latina.
Hennessey protestava pelo fato de que a Escola das Américas seguia ensinando técnicas de tortura aos soldados latino-americanos, e que os graduados do programa acabavam sempre envolvidos em atrocidades, incluindo o assassinato em 1989 de seis padres jesuítas e duas mulheres em El Salvador.
Em 2001, irmã Dorothy, junto com a irmã Gwen Hennessey, foram presas e condenadas a seis meses em prisão federal nos Estados Unidos por sua participação em protesto organizado anualmente pelo Observador da Escola das Américas. Ela tinha 88 anos na época.
Irmã Dorothy morreu aos 94 anos.

## Premiação
Em 2002, Dorothy e Gwen Hennessey receberam a condecoração Pacem in Terris. Uma condecoração baseada na carta encíclica de 1963 do Papa João XXIII, que apela a todos os homens de boa vontade para garantir a paz entre todas as nações. Pacem in Terris é o latim para "paz na terra".